# エドワード・ヒッチコック

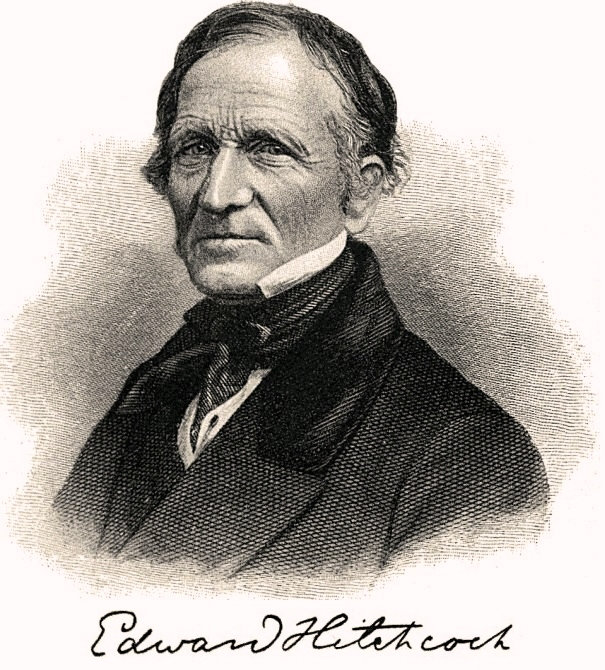
Edward Hitchcock

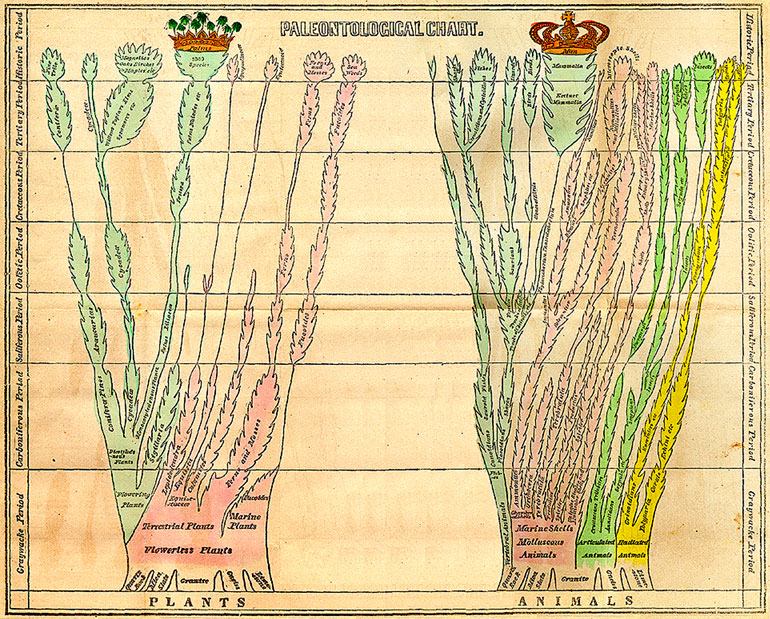
ヒッチコックの著書『初等地質学』(1840)の系統樹

エドワード・ヒッチコック（Edward Hitchcock、1793年5月24日 - 1864年2月27日）はアメリカ合衆国の地質学者、古生物学者である。1845年から1854年の間、アマースト大学の3代目の学長を務めた。

## 略歴
マサチューセッツ州のディアフィールドに、帽子屋の息子に生まれた。1815年に新たに設立されたディアフィールド・アカデミーに入学した。自然科学に興味を持っていたが、アカデミーの教師をしていた画家のオラ・ホワイト・ヒッチコック（Orra White Hitchcock）と結婚し、彼女の影響もあって宗教に転じた。
1818年に神学者としてイェール大学に進み、1821年から1825年の間、会衆派教会の説教師として働いた。1826年にアマースト大学で、地質学、化学、鉱物学、自然神学の講師となるため、聖職者の仕事をやめた。1834年にアメリカ芸術科学アカデミーの会員に選ばれた。1830年から1844年の間、マサチューセッツ州の地質調査所の地質学者として働き、最初の地質図を作成した。後にニューヨークとバーモント州でも地質図の作成を行った。1845年から1854年までアマースト大学の学長を務め、財政的基盤を確保し、アメリカ合衆国の地質学の基礎を築いた人物として評価されている。
宗教と科学の融合に取り組んだ人物で、聖書の記述（創造論）に関して、著作、"Religion of Geology and its Connected Sciences" の中で、「地質学知見は啓示（the revelation）と同じように、この惑星の動植物の歴史はもっと古く、人類は（創造論の算出した）6000年前よりもっと前に創造されたことを証明している。」と述べている。
ヒッチコックは20000を超える恐竜の足跡の化石資料のコレクションをつくり、アマースト大学に保管庫（Hitchcock Ichnological Cabinet）を設立した。ヒッチコックはそれを巨大な鳥類の足跡であると考えていた。
著書の『初等地質学』（"Elementary Geology":1840年）には「系統樹」にも見える図が掲載されている。チャールズ・ダーウィンの『種の起原』 の出版は1859年であり、生物進化の概念を主張してものではなかったと思われ、『種の起原』出版後の1860年の改訂版の『初等地質学』ではこの図は削除された。
息子のエドワード・ヒッチコックJr.（1828-1911）は、ハーバード大学で医学を学び、父親のもとでバーモントの地質調査に参加した。後にアメリカで最初に発見された恐竜、Megadactylus polyzelus（Anchisaurus polyzelus）の発見者となった。別の息子、チャールズ・ヘンリー・ヒッチコック（1836-1919）も地質学者となった。

## 著書
- Religion of Geology and its Connected Sciences (Boston 1851)
- History of a Zoological Temperance Convention, held in Central Africa in 1847 (Northampton, 1850)
- The Power of Christian Benevolence illustrated in the Life and Labors of Mary Lyon (Northampton, 1852)
- Religious Truth illustrated from Science (Boston 1857)
- Elementary Geology (New York, 1860) (zusammen mit seinem Sohn Charles Henry Hitchcock)